# 細胞程式死亡-配體1
細胞程式死亡-配體1（英語：Programmed cell death 1 ligand 1，PD-L1）也稱為表面抗原分化簇274（cluster of differentiation 274，CD274）或B7同源體1（B7 homolog 1，B7-H1），是人類體內的一種蛋白質，由CD274基因編碼。
PD-L1是大小為40k道爾頓的第一型跨膜蛋白，據信其在某些特殊情形（例如懷孕、組織移植、自體免疫疾病，以及諸如肝炎等某些疾病）下，免疫系統的抑制有關。正常情形下免疫系統會對聚集在淋巴結或脾臟的外來抗原產生反應，促發具抗原特異性的细胞毒性T细胞（CD8+ T细胞）增殖。而細胞程式死亡受體-1（PD-1）與細胞程式死亡-配體1（PD-L1）結合，可以傳導抑制性的信號，減低淋巴結CD8+ T細胞的增生， 而且PD-1還可以藉由調節Bcl-2基因，控制淋巴結中抗原特異性T細胞的聚積。
目前發現PD-L1表現的增加可能使癌症逃避宿主免疫系統。在來自腎細胞癌患者的196份腫瘤標本進行的分析發現，PD-L1的表現增加與腫瘤侵襲性增加和死亡風險增加4.5倍有關。目前許多PD-L1抑製劑正在作為免疫腫瘤療法發展中，並在臨床試驗中顯示出良好的效果。臨床上可用的例子包括Durvalumab，atezolizumab和avelumab。在正常組織中，STAT3和NF-κB等轉錄因子之間的反饋會限制免疫反應，從而保護宿主組織並限制發炎症狀。在癌症中，轉錄因子之間反饋限制的喪失會導致局部PD-L1表達增加，這可能會限制針對PD-L1藥物的全身治療有效性。

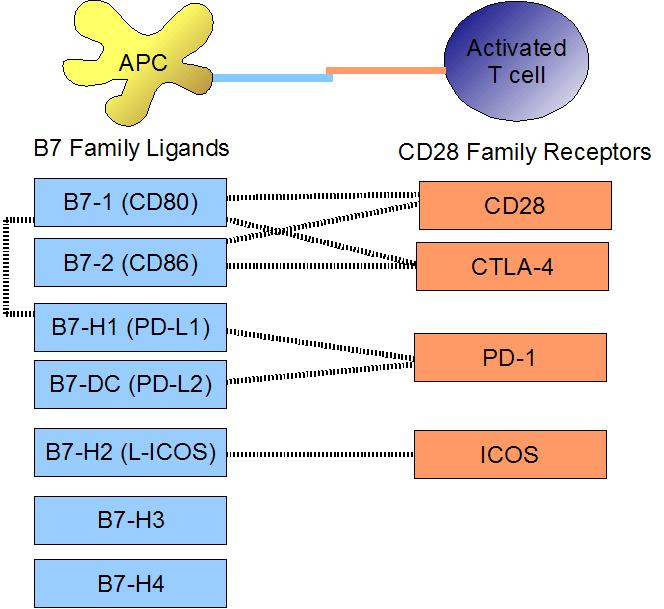
B7蛋白质家族与CD28家族的相互结合关系

## 外部連結
- 醫學主題詞表（MeSH）：CD274+protein,+human

免疫療法﹕Anti PD1 和Anti PD-L1